# Вязьма (Могилёвская область)
Вя́зьма (бел. Вязьма) — деревня в составе Ямницкого сельсовета Быховского района Могилёвской области Республики Беларусь.

## Население
- 2010 год — 113 человек
- 2019 год — 71 человек